# East Bernstadt
East Bernstadt – jednostka osadnicza w Stanach Zjednoczonych, w stanie Kentucky, w hrabstwie Laurel.